# Tour d'Auvergne de Rennes
La Tour d'Auvergne de Rennes (ou TA Rennes) est un club omnisports français fondé à Rennes en 1896 renommé notamment pour ses sections de football (créée en 1907) et d'athlétisme.

## Histoire et fonctionnement

### Historique
Dès 1848, l'abbé Bourdon crée un premier patronage au nord de Rennes : l'Œuvre Notre-Dame de Toutes Grâces. Avec l'arrivée du chemin de fer la population du quartier se densifie à partir de 1858 et, en 1891, les salésiens y fondent une école pour répondre aux nouveaux besoins. L'abbé Janvier sollicite de Mgr Guillaume-Marie-Joseph Labouré, archevêque de Rennes, la création d'un patronage. Celui-ci voit le jour le 1er avril 1897 sous sa direction dans des locaux neufs dus à la générosité de mécènes locaux. C'est le patronage de la Sainte-Famille.
Les premiers responsables du patronage résident boulevard de la Tour d'Auvergne, d'où le patronyme Patronage de la Sainte Famille du boulevard de la Tour d'Auvergne avant de devenir Patronage de la Tour d'Auvergne. C'est d'ailleurs sous le nom de Société de la Tour d'Auvergne qu'il est déclaré en préfecture le 1er novembre 1902 comme société de gymnastique, préparation militaire et musique. Le cinéma et les cercles d'études complètent les activités.
Son écusson à la hure couronnée reprend alors l'emblème des armoiries de Théophile-Malo de La Tour d'Auvergne-Corret élevé par Napoléon au rang de premier grenadier de la République en 1799 pour son courage et ses exploits. Dès 1903 plus de 200 enfants fréquentent ses salles et ses terrains et l'abbé Janvier organise les œuvres sociales : logements ouvriers et mutuelles. Plus tard, en 1931 le mouvement Cœurs vaillants pénètre la TA et en 1933 apparaît une troupe de scouts marins.

### Immobilier
Les premières constructions de 1897 qui ont coûté 100 000 francs-or sont dues aux aides de l'évêché et à la générosité de la marquise des Nétumières. Une salle des fêtes de 700 places complétée avant la fin du siècle par les bâtiments de l'aumônerie et deux salles d'accueil. Une société civile est alors fondée pour la gestion.
La reprise après la Seconde Guerre mondiale est laborieuse. Les locaux, préservés de la destruction sont vétustes et l'intégration des filles du Rayon sportif féminin (RSF) à la Fédération gymnastique et sportive des patronages de France (FGSPF) impose leur accueil et augmente les besoins d'espace. Les travaux aboutissent à l'inauguration le 16 décembre 1951 du premier complexe sportif rennais par l'abbé Lefeuvre qui a tenu à ce qu'une chapelle soit intégrée à l'ensemble.
Remanié en 1969 et inauguré à nouveau le 13 janvier 1970, c'est toujours le fondement du patrimoine de la TA qui gère en 2013 un équipement sportif de 12 salles au cœur de Rennes et un terrain de football dans le quartier Sud. Elle accueille sur ses installations 8 écoles, 5 collèges et 3 lycées.

### Dirigeants
Depuis 1932 se sont succédé à la présidence : Eugène Jean père (1932-1962), Eugène Jean fils (1962-1981), Daniel Giffard (1981-1987), Frédo Garel (1987-1993), Raoul Perron (1993-2021), Jacques Aubry (depuis 2021),.
La TA a gardé un aumônier jusqu'en 1985, date à laquelle l'abbé Catherine se voit confier l'aumônerie de l'Union des patronages rennais.

### Fonctionnement
Association d’éducation populaire et sportive fondée 1897 et rapidement affiliée à la FGSPF, la TA compte aujourd'hui 3 800 adhérents répartis dans différentes sections : sportives de compétition, loisirs, danses, mieux-être et forme, jeunesse. Avec 12 sections et plus de 1 600 adhérents le sport de compétition reste cependant l’âme du club.
En convention avec la ville de Rennes, elle contribue aussi à la socialisation des jeunes en œuvrant à la transmission dans le milieu scolaire des valeurs sportives et humaines essentielles telles que le respect, la tolérance, l’attention aux autres et le fair-play.
Outre un effectif important de bénévoles, son organisation repose sur 4 cadres administratifs, 5 agents techniques et d'entretien et 29 animateurs sportifs. En 2005, la Tour d'Auvergne lègue des archives à la ville de Rennes.

## Les sections

### Athlétisme
L'athlétisme reste longtemps intimement lié à la section de gymnastique. La TA en est cependant championne de Bretagne en 1916 et championne fédérale FGSPF en 1919.
À travers son histoire cette section totalise :
- 15 internationaux senior masculins dont Jean Schlegel sélectionné pour les jeux olympiques d'Helsinki sur 5 000 mètres ;
- 8 internationaux junior dont Laurent Saudrais, vice-champion d'Europe sur 10 000 mètres en 1985 ;
- 8 internationales senior féminines ;
- 4 internationales junior féminines.

À partir de 1981, la TA athlétisme s'élargit à l'Entente athlétique rennaise, les féminines accédant à la Nationale 1 C et les juniores terminant troisièmes en coupe d'Europe en 1994 et 1996

### Basket-ball
La première section de basket-ball  apparaît à la TA en 1921 et elle est championne de Bretagne de 1925 à 1928. Après-guerre les minimes sont champions de Bretagne en 1957, les cadets quart-de-finalistes de la Coupe de France en 1961 et les juniors en 1963
La section féminine apparaît en 1942 et elle est championne de Bretagne en 1946. Elle accède à la division nationale en 1967.

### Football

Logo de la section football.

D'abord simple divertissement des gymnastes et musiciens, le football commence à s'organiser avec l'abbé Ménard. Son développement est important et la section accède à la DH en 1942. Ce développement exige dès 1945 la location d'un terrain de 4 hectares.
Présidée par Jacques Aubry et entraînée par Jacques Le Normand la section football de la TA joue au Stade Roger Salengro. C'est le deuxième club de football de la métropole rennaise derrière le Stade rennais. En 2024, il évolue en Nationale 3.
Son principal titre est la coupe de Bretagne remportée en 2007, année de son centenaire. Elle termine ensuite première de Division d'honneur de Bretagne en 2008 et accède ainsi pour la première fois en Championnat de France amateur 2 de football (CFA2). La TA évolue dans cette division lors de la saison 2008-2009 mais terminant quinzième et avant-dernière du groupe H elle retourne en Division d'honneur en 2009-2010.
La saison 2011-2012 lui permet de réaliser un exploit en éliminant le FC Nantes aux tirs au but lors du 8e tour de la Coupe de France. Le club breton est éliminé au tour suivant (32e de finale) avec les honneurs par l'US Quevilly, club de nationale et futur finaliste de la compétition. Réduit à 10 par l'expulsion de son gardien lors du temps réglementaire, il contraint l'adversaire aux tirs au but. Un seul joueur manque son tir sur la transversale et Quevilly l'emporte : 5-4.

#### Palmarès
- Vainqueur de la coupe de Bretagne en 2007, 2012 et 2014 ;
- Finaliste de la coupe de Bretagne en 2008 ;
- Champion en Division d'honneur de Bretagne en 2008.

#### Anciens entraîneurs
- 19??-19?? :  Frédo Garel
- 1941-1942 :  Jean Batmale

#### Anciens joueurs
La Tour d'Auvergne a fourni au Stade rennais certains de ses plus grands joueurs :
- Henri Guérin, entraîneur de l'équipe de France de football de 1962 à 1966 ;
- Yves Boutet d'une famille de sportifs : sa sœur, Thérèse Kolb-Boutet est championne fédérale et internationale de gymnastique de la Fédération sportive et culturelle de France (FSCF) sous les couleurs des Cadettes de Bretagne, autre grand patronage historique rennais ;
- Jean-Marc Orhan ;
- Frédo Garel, aussi ex-président omnisports de la TA, auteur de deux ouvrages[10] sur le football[11] et qui contribue grandement à l'animation et à l'évolution de ce sport au sein de la FSCF en restant toujours à la disposition des débutants de l'école de football de la TA.
- Warmed Omari joueur professionnel international Espoirs

### Gymnastique
D'abord affiliée à l'Union des sociétés de gymnastique de France (USGF) la gymnastique  apparaît dès 1902. Mais rapidement l'anticléricalisme ambiant l'amène à la FGSPF dont l'Union régionale de Bretagne se structure dès 1901. En 1910, la TA organise sur son nouveau stade le concours national.
La TA est championne départementale pendant 17 années consécutives (1938-1955) puis à nouveau en 1960. En 1946 elle est championne de Bretagne et René Fréroux, de nombreuses fois international FSCF est champion fédéral cadet en 1953.
Les filles apparaissent en 1941 et sont déjà 130 en 1947. La TA est sacrée, en 1950, première société féminine des patronages : le trophée lui est remis par Marie-Thérèse Eyquem. En 1960, à Voiron Marie-France Daunay est championne fédérale junior. Elle y gagne aussi ses galons d'internationale FSCF et une bourse pour se rendre aux Jeux olympiques de Rome.

### Patinage à roulettes (Roller)
Cette section recouvre plusieurs disciplines telles que le roller hockey et les courses : roller de vitesse, randonnée sportive, roller derby.

### Judo
Fondée en 1970, la section judo, jujitsu comprend cette même année 170 licenciés et 10 ceintures noires dont 4 féminines. Elle est championne fédérale FSCF en 1978 avec 4 médailles d'or.

### Tennis de table
Le tennis de table démarre à la TA au début des années 1930 et le succès est tel qu'il faut lui construire une salle spécialisée dès 1937. La section féminine apparait en 1943.
En 2014, le développement du tennis de table est, avec l'encadrement des jeunes, une des grandes priorités de cette section forte de 151 adhérents répartis en 21 équipes.

### Volley-ball
La section masculine de volley-ball apparaît en 1947. Elle accède à la division Nationale en 1965 et à la Nationale 3 en 1994. La section féminine apparaît en 1950 mais connaît une éclipse de 1955 à 1959. Inamovible championne FSCF de 1960 à 1972, elle accède à la division Nationale en 1965 et y revient de 1967 à 1971.
La section évolue actuellement en 3 lieux d'entraînement. Partenaire d'une opération d'initiation dans 3 écoles primaires, elle a aussi en charge l'option volley du collège La Tour d'Auvergne, mitoyen de l'association.

### Autres activités
La TA propose aussi à ses adhérents une école de tennis, le rink hockey, le cyclotourisme, la randonnée pédestre, l'escalade, la danse, le yoga, l'aïkido, le badminton, la gymnastique volontaire ainsi que le bridge, une chorale et une bibliothèque. Elle développe :
- une section cœur et santé et maintien ;
- un patronage classique devenu « maison de l'enfance » ;
- une troupe scoute, la « Duguesclin de la Tour d'Auvergne ».